# Suite für Jazzorchester Nr. 1
Die Suite für Jazzorchester Nr. 1 (o. Op., auch bekannt unter der Bezeichnung Jazz-Suite Nr. 1) ist eine Komposition von Dmitri Schostakowitsch.
Das Werk komponierte Schostakowitsch 1934, nachdem er sich bereit erklärt hatte, in der Jazz-Kommission der Sowjetunion mitzuwirken, deren Zielsetzung es war, den "sowjetischen Jazz" auf ein professionelles Niveau zu heben. Seine Komposition sollte andere, weniger populäre Komponisten dazu animieren, an dieser Etablierung mitzuwirken. Initialfunke für diese neue Bewegung war ein im selben Jahr dafür ausgerichteter Wettbewerb in Leningrad.
Die Suite wurde am 24. März 1934 uraufgeführt.
Die Suite besteht aus drei Sätzen:
1. Walzer
2. Polka
3. Foxtrott

Die Jazzsuite Nr. 1 zeichnet sich, wie auch seine (fälschlich als Suite für Jazzorchester Nr. 2 bezeichnete) Suite für Varieté-Orchester, durch eine ausgefallene und gewitzte Instrumentation aus. Trotzdem oder gerade deswegen weicht sie stark von gängigen Jazzvorstellungen ab. Sie hat ihre Wurzeln eher in Schostakowitschs viel erprobter Film- und Bühnenmusik und soll den Überschwang und die Dekadenz der 1920er Jahre reflektieren.